# Francesco De Marchi
Francesco De Marchi (ur. 17 czerwca 1986 w Padwie) – włoski siatkarz, grający na pozycji przyjmującego, były reprezentant Włoch.
Jego żoną jest chorwacka siatkarka Marina Katić.

## Sukcesy klubowe
Mistrzostwo Włoch:
- 2003, 2004, 2005

Superpuchar Włoch:
- 2003, 2004

Puchar Włoch:
- 2004, 2005

Liga Mistrzów:
- 2015[3]

Mistrzostwo Niemiec:
- 2016
- 2015[4]

Puchar Niemiec:
- 2016

Puchar CEV:
- 2016

Mistrzostwo Francji:
- 2018

Mistrzostwo Chorwacji:
- 2020

## Sukcesy reprezentacyjne
Igrzyska Śródziemnomorskie:
- 2009